# Nikolaj Hartz
Nikolaj Eeg Kruse Hartz (23. august 1867 i Randers – 7. maj 1937) var en dansk geolog og botaniker. Han undersøgte flora og fauna i aflejringer fra før, under og efter seneste istid. Han undersøgte sammen med kollegaen Vilhelm Milthers lergraven ved Allerød Teglværk og fandt at der havde været en periode med mildere klima og birkeskov – Allerødtiden – midt i den eller kolde og tørre Dryastid. Han udforskede desuden Grønlands flora på flere ekspeditioner.
Efter studentereksamen, læste han botanik ved Københavns Universitet. Han tog magisterkonferens i 1895 og blev Dr.phil. i 1909 på sin afhandling om Danmarks senglaciale Flora og Fauna.
Han deltog 1889 i en ekspedition til Nuuk, Paamiut og Qaqortoq sammen med zoologen W. Lundbeck og 1890 i ekspeditionen til Nordgrønland med zoologerne W. Lundbeck og D. Bergendal. I 1891-1892 deltog han i C. H. Ryders ekspedition til Scoresbysund og Tasiilaq. Ekspeditionen måtte overvintre på Danmarks Ø. I 1900 deltog han som leder af skibsekspeditionen under Carlsbergfondets ekspedition til Christian IXs Land under ledelse af G. C. Amdrup.
Fra 1896 var Hartz ansat ved Danmarks geologiske Undersøgelse. I 1913 opgav han sin videnskabelige karriere og blev prokurist, senere meddirektør, i sin brors virksomhed, Standard Mønsterforretning.
Han blev 1901 gift med Anna Berg. Deres søn var kunstmaleren Lauritz Berg Hartz.

## Udvalgte værker
- Hartz, N. (1894) Botanisk Rejseberetning fra Vest-Grønland 1889 og 1890. Meddelelser om Grønland 15 (1): 1-60.
- Hartz, N. (1895) Fanerogamer og Karkryptogamer fra Nordøst Grønland, ca 75°-70° N Br. og Angmagsalik c. 65°40’ N. Br. Meddelelser om Grønland 18: 317-393.
- Hartz, N. (1895) Østgrønlands Vegetationsforhold (Den Østgrønlandske expedition udført i aarene 1891-92 under ledelse af C. Ryder; 2. del). Meddelelser om Grønland 18 (4): 107-314.
- Hartz, N. (1896) Planteforsteninger fra Cap Stewart i Østgrønland, med en historisk Oversigt (Den Østgrønlandske expedition udført i aarene 1891-92 under ledelse af C. Ryder; 3. del). Meddelelser om Grønland 19 (8).
- Hartz, N. (1897) Die dänische Expedition nach Ostgrönland 1891/92. Petermanns Mitteilungen.
- Hartz, N. og Ernst Østrup (1896) Danske Diatoméjord-Aflejringer og deres Diatoméer. Danmarks geologiske Undersøgelse, 2. Række, Nr. 9.
- Hartz, H. og V. Milthers (1901) Det senglaciale Ler i Allerød Teglværksgrav. Meddelelser fra Dansk geologisk Forening 8: 31-60.
- Hartz, N. (1902) Bidrag til Danmarks senglaciale Flora og Fauna. Danmarks geologiske Undersøgelse, 2. Række, Nr. 11.
- Hartz, N. (1902) Beretning om skibsexpeditionen til Grønlands Østkyst: for tidsrummet fra d. 18. juli til d. 12. september 1900 (Carlsbergfondets Expedition til Øst-Grønland, udført i aarene 1898-1900, under ledelse af G. Amdrup; 1. del). Meddelelser om Grønland 27 (3).
- Hartz, N. (1904) Dulichium arundinaceum Pers., en nordamerikansk Cyperacé i danske interglaciale Moser: Foreløbig Meddelelse. Meddelelser fra Dansk geologisk Forening 10: 13-22.
- Hartz, N. og Herluf Winge (1906) Om Uroksen fra Vig, saaret og dræbt med Flintvaaben. Aarbog for nordisk Oldkyndighed og Historie 1906: 225-236.
- Madsen, Victor; Nordmann, V. og Hartz, N. (1908) Eem-Zonerne: studier over Cyprinaleret og andre Eem-Aflejringer i Danmark, Nord-Tyskland og Holland (résumé en français). Danmarks geologiske Undersøgelse. 2. Række, Nr. 17: 1-302.
- Hartz, N. (1909) Bidrag til Danmarks tertiære og diluviale Flora [Disputats]. Danmarks geologiske Undersøgelse, 2. Række, Nr. 20: 1-292. En kapitel herfra blev udgivet som særtryk med titlen: De jydske Brunkul.
- Hartz, N. og Chr. Kruuse (1911) The vegetation of Northeast Greenland 69° 25’ lat. N. – 75° lat. N. (Carlsbergfondets Expedition til Øst-Grønland, udført i aarene 1898-1900, under ledelse af G. Amdrup; 4. del). Meddelelser om Grønland 30 (10).
- Hartz, N. (1912) Allerød-Muld: Allerød-Gytjens Landfacies – Foreløbig Meddelelse. Meddelelser fra Dansk Geologisk Forening 4: 61-68.
- Hartz, N. (1912) Allerød-Gytje und Allerød-Mull: Bemekrungen über die Moore der Holte-Gegend, der allgemeinen Versammlung der Deutschen Geologischen Gesellschaft 1912 gewidmet. Meddelelser fra Dansk geologisk Forening 4: 85-92.